# Bernex, Haute-Savoie
Bernex là một xã trong tỉnh Haute-Savoie thuộc vùng Rhône-Alpes đông nam Pháp.
its highest point is the dent d'oche (2221 meters)